# Łażewa
Łażewa (ukr. Лажева) – wieś na Ukrainie, w obwodzie chmielnickim, w rejonie chmielnickim, w hromadzie Starokonstantynów. W 2001 liczyła 526 mieszkańców, wśród których 522 wskazało jako ojczysty język ukraiński, a 4 rosyjski.